# Burtigny
Burtigny – miejscowość i gmina (commune) w zachodniej Szwajcarii, w kantonie Vaud, w okręgu (district) Nyon.  

## Demografia
W Burtigny mieszka 414 osób. W 2021 roku 20,8% populacji gminy stanowiły osoby urodzone poza Szwajcarią.